# عبد القادر حسين
عبد القادر حسين (1934 - 12 أكتوبر 2011) ويُلقبه البعض شيخ البلاغيين،[بحاجة لمصدر] كان أستاذًا للبلاغة والنقد في جامعة الأزهر.

## نبذة عن حياته
ولد الدكتور عبد القادر حسين عام 1934 في القاهرة وحين وصل سن السادسة التحق بالتعليم الأزهري. حفظ القرآن الكريم في سن صغيرة وتفوق في دراسته حتى حصل على الإجازة العليا في كلية الدراسات الإسلامية والعربية بجامعة الأزهر عام 1961 ثم العالمية مع إجازة التدريس عام 1962 ونال درجة الماجستير في علم البلاغة عام 1967 ثم الدكتوراه مع مرتبه الشرف الأولى في علم البلاغة والنقد عام 1970.
عين مدرسًا بالأزهر ثم تدرج حتى أصبح رئيسًا لقسم البلاغة والنقد بالكلية بالقاهرة، كما عمل بجامعتي الإمارات وقطر ومثل جامعة الإمارات في مؤتمر اللغة العربية بولاية كيرالا بالهند وألقى بحثًا عن دور الأزهر في اللغة العربية عام 1988 وآخر عن كمال الدين هيثم البحراني بأبي ظبي عام 1989 وأسند إليه الإشراف على قسم الأدب بالكلية منذ عام 1980 حتى 1984.
شارك في عدد من المحافل الرسمية والمؤتمرات واختير عضوًا بلجنة التحكيم بمسابقة الملك فيصل العالمية في المملكة العربية السعودية عام 2005 وتخرج على يده آلاف الطلبة والطالبات من جميع أنحاء الوطن العربي في مصر والإمارات والسعودية وقطر والسودان وأشرف على عشرات الرسائل العلمية والدراسات العليا وناقش ما يقرب من 100 رسالة في تخصص البلاغة والنقد حتى لقب بين تلاميذه وزملائه بشيخ البلاغيين.

## وفاته
توفى الدكتور عبد القادر حسين في 12 أكتوبر 2011 تاركًا لطلاب العلم إرثًا عظيمًا من التسجيلات الصوتية على إذاعة القرآن الكريم والمؤلفات العلمية والقصص القصيرة.

## مؤلفاته
- أثر النحاة في البحث البلاغي
- القرآن إعجازه وبلاغته
- فن البلاغة
- فن البديع
- القرآن والصور البيانية
- من بلاغة النبوة
- الإكسير في علم التفسير- تحقيق
- أصول البلاغة - تحقيق
- المختصر في تاريخ البلاغة - تحقيق
- الإشارات والتنبيهات في علم البلاغة- تحقيق
- مقدمة في شرح نهج البلاغة – تحقيق
- الإيضاح للقزويني – تحقيق
- خلاصة المعاني - تحقيق
- من علوم القرآن وتحليل نصوصه
- نصوص من القرآن الكريم
- مختارات من الشعر العباسي
- تيسير نهاية الإيجاز في دراسة الإعجاز "تفسير وتيسير"
- جزء عم "البلاغة القيمة"
- جزء الذاريات "أضواء بلاغية"
- جزء تبارك "أضواء بلاغية"
- جزء قد سمع "أضواء بلاغية"
- قصار السور "نظرات وتأملات"
- البلاغة والقيمة
- البلاغة العالية "مقدمة"
- التفسير الوسيط
- الرسول واعظا بليغا
- دراما الحسد والغريزة (قصة)
- أحزان الأنبياء (قصة)
- أيام في الأزهر (قصة)
- البلهاء (قصص قصيرة)